# Kas (wielerploeg)
Kas, gestileerd als KAS, was een in Vitoria-Gasteiz, Baskenland gevestigde Spaanse wielerploeg. Kas was actief van 1958 tot 1979, en nogmaals van 1986 tot 1988.

## Historiek
De ploeg was voornamelijk gespecialiseerd in het rijden van Grote Rondes. Frisdrankproducent Kas was hoofdsponsor van 1958 tot 1979 en maakte een comeback tussen 1986 en 1988. Kas werd een uiterst succesvolle ploeg in Grote Rondes, een reputatie die bewerkstelligd werd door verscheidene topklimmers. In 1979 was de Belg Robert Lelangue teammanager. De truitjes waren traditioneel geel mel blauwe mouwen en blauwe kraag, en men droeg hier een zwarte broek bij. Tussen 1986 en 1988 was dat even omgekeerd.
Kas bestond van 1958 tot 1979, onder verschillende merknamen. De ploeg ging van bij het begin en doorheen de jaren zestig in zee met verscheidene co-sponsors, zoals Boxing en Royal Asport. Het colamerk van Kas, genaamd Kaskol, prijkte twaalf jaar op het truitje (1963–1975). In de laatste jaren van het originele bestaan van de Kas-ploeg sponsorde de Italiaanse wielfabrikant Campagnolo. Kas won meermaals de Ronde van Spanje, en eenmaal de Ronde van Frankrijk met Federico Bahamontes, editie 1959. De Tourzege van de Spaanse oerklimmer Federico Bahamontes kan slechts de prelude worden genoemd voor het succes van het team in de komende twee decennia.
Vanwege de eindklasseringen van haar renners Domingo Perurena, Julio Jiménez, José Antonio Momeñe en Paco Gabica in het algemeen klassement van de Tour in 1966 achter eindwinnaar Lucien Aimar, won Kas dat seizoen het ploegenklassement van La Grande Boucle. In de jaren zeventig won Kas drie keer de Ronde van Spanje: José Manuel Fuente in 1972 en 1974 en José Pesarrodona in 1976.
Vele malen werd het ploegenklassement in de Vuelta gewonnen, alsmede het bergklassement. Minstens even vaak werd het tweede of derde schavotje, dan wel de beide, van een Grote Ronde bezet door Kas-renners zoals in de Ronde van Spanje 1975. Die editie werd ternauwernood, [na drie weken van dominantie door Kas], gewonnen door de Spaanse Super Ser-renner Agustín Tamames. Kas won alle nevenklassementen in die Vuelta. Domingo Perurena werd tweede en Miguel María Lasa werd derde. De Baskische ploeg kan bestempeld worden als een van de meest succesvolle wielerploegen in het rondewerk, gezien de cumulatie van eindwinst en etappezeges in de Grote Rondes gespreid over twee decennia (jaren 60 en 70 van de 20e eeuw). In het laatste seizoen 1979 werd Kas bestuurd door de Belg Robert Lelangue, vader van John, en werd overwegend Belgisch getint. Zo reden Lucien Van Impe, Willy Teirlinck en een jonge Claude Criquielion voor Kas.
In 1985 keerde Kas terug in het peloton als co-sponsor van de Franse ploeg Skil–Sem, de ploeg van alleskunner Sean Kelly. Dat bleek uiteindelijk ook een trigger te zijn om nog even zelfstandig terug te keren met als teammanager Jean de Gribaldy, die overkwam van Skil. Aldus maakte het frisdrankbedrijf Kas een kortstondige comeback in het wielerpeloton tussen 1986 en 1988. De Belgische sprinter Guido Van Calster reed in het laatste jaar voor de ploeg. Een andere Belg was Jean-Luc Vandenbroucke, oom van Frank, later teammanager van de Belgische Lotto-ploeg. Kelly reed tussen 1986 en 1988 voor Kas, en won in het seizoen 1986 de 'monumenten' Parijs-Roubaix en Milaan-San Remo. In het seizoen 1988 won hij de Ronde van Spanje.

## Bekende wielrenners

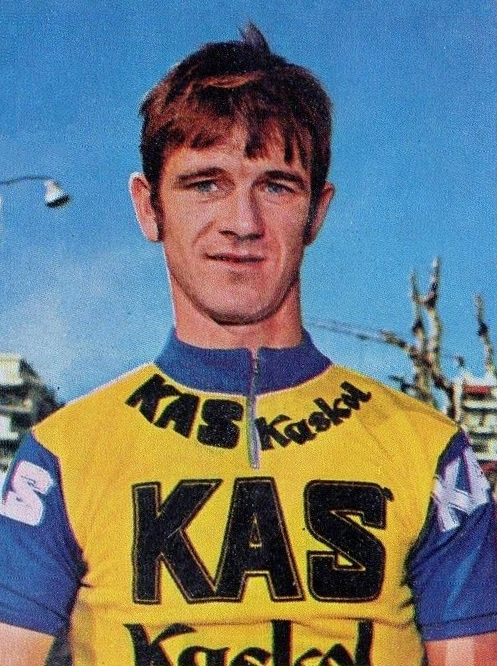
Domingo Perurena (1973)

- Gonzalo Aja
- Federico Bahamontes
- Eric Caritoux
- Claude Criquielion
- José Manuel Fuente
- Julio Jiménez
- Sean Kelly
- Miguel María Lasa
- Jesús Montoya
- José Nazábal
- Andrés Oliva
- José Pesarrodona
- Domingo Perurena
- Guido Van Calster
- Jean-Luc Vandenbroucke
- Lucien Van Impe
- Aurelio González